# Tachikawa
Tachikawa (jap. 立川市 Tachikawa-shi) – miasto w Japonii, położone na przedmieściach Tokio, na wyspie Honsiu. Ma powierzchnię 24,36 km². W 2020 r. mieszkało w nim 187 089 osób, w 92 301 gospodarstwach domowych  (w 2010 r. 179 503 osoby, w 81 813 gospodarstwach domowych).
W mieście rozwinął się przemysł jedwabniczy.
Tachikawa uzyskała prawa miejskie 1 grudnia 1940 roku. Po II wojnie światowej mieściła się tu baza United States Air Force. Została ona przekazana władzom japońskim w 1977 roku.

## Miasta partnerskie
- San Bernardino, Kalifornia